# Gui (calciatore)
Guilherme Borges Guedes, meglio noto come Gui (Santa Marta de Penaguião, 17 aprile 2002), è un calciatore portoghese, centrocampista dell'Almería.

## Carriera

### Club
Cresciuto nel settore giovanile del Vitória Guimarães, nel maggio 2019 ha firmato il primo contratto professionistico con il club; invece ha esordito in prima squadra il 26 luglio 2021 disputando l'incontro di Taça da Liga vinto 4-1 contro il Leixões.

### Nazionale
Ha giocato nelle nazionali giovanili portoghesi Under-18 ed Under-20.

## Statistiche

### Presenze e reti nei club
Statistiche aggiornate al 22 marzo 2022.
| Stagione        | Squadra             | Campionato      | Campionato | Campionato | Coppe nazionali | Coppe nazionali | Coppe nazionali | Coppe continentali | Coppe continentali | Coppe continentali | Altre coppe | Altre coppe | Altre coppe | Totale | Totale |
| Stagione        | Squadra             | Comp            | Pres       | Reti       | Comp            | Pres            | Reti            | Comp               | Pres               | Reti               | Comp        | Pres        | Reti        | Pres   | Reti   |
| --------------- | ------------------- | --------------- | ---------- | ---------- | --------------- | --------------- | --------------- | ------------------ | ------------------ | ------------------ | ----------- | ----------- | ----------- | ------ | ------ |
| apr.-mag. 2021  | Vitória Guimarães B | CdP             | 7          | 1          |                 | -               | -               |                    | -                  | -                  |             | -           | -           | 7      | 1      |
| 2021-2022       | Vitória Guimarães B | L3              | 15         | 2          |                 | -               | -               |                    | -                  | -                  |             | -           | -           | 15     | 2      |
| 2021-2022       | Vitória Guimarães   | PL              | 5          | 0          | CP+CdL          | 1+3             | 0               |                    | -                  | -                  |             | -           | -           | 9      | 0      |
| Totale carriera | Totale carriera     | Totale carriera | 27         | 3          |                 | 4               | 0               |                    | -                  | -                  |             | -           | -           | 31     | 3      |